# (1521) Seinäjoki
(1521) Seinäjoki – planetoida z pasa głównego asteroid okrążająca Słońce w ciągu 4 lat i 296 dni w średniej odległości 2,85 au. Została odkryta 22 października 1938 roku w Obserwatorium Iso-Heikkilä w Turku przez Yrjö Väisälä. Nazwa planetoidy pochodzi od Seinäjoki, miasta w Finlandii. Przed nadaniem nazwy planetoida nosiła oznaczenie tymczasowe (1521) 1938 UB1.